# Lista odcinków serialu Gwiezdne wrota
Lista odcinków serialu Gwiezdne wrota:

## Serie
| Seria | Seria | Liczba odcinków | Czas emisji                      |
| ----- | ----- | --------------- | -------------------------------- |
|       | 1     | 22              | 27 lipca 1997 − 6 marca 1998     |
|       | 2     | 22              | 26 czerwca 1998 − 12 marca 1999  |
|       | 3     | 22              | 25 czerwca 1999 − 10 marca 2000  |
|       | 4     | 22              | 30 czerwca 2000 − 23 lutego 2001 |
|       | 5     | 22              | 29 czerwca 2001 − 17 maja 2002   |
|       | 6     | 22              | 7 czerwca 2002 − 21 marca 2003   |
|       | 7     | 22              | 13 czerwca 2003 − 19 marca 2004  |
|       | 8     | 20              | 9 lipca 2004 − 25 marca 2005     |
|       | 9     | 20              | 15 lipca 2005 − 10 marca 2006    |
|       | 10    | 20              | 14 lipca 2006 − 22 czerwca 2007  |

## Seria 1
| Nr | Tytuł                          | Tytuł polski              | Reżyseria          | Scenariusz                             | Premiera (Showtime)  | Kod  |
| -- | ------------------------------ | ------------------------- | ------------------ | -------------------------------------- | -------------------- | ---- |
| 1  | Children of the Gods (1)       | Dzieci bogów (1)          | Mario Azzopardi    | Jonathan Glassner, Brad Wright         | 27 lipca 1997        | 101A |
| 2  | Children of the Gods (2)       | Dzieci bogów (2)          | Mario Azzopardi    | Jonathan Glassner, Brad Wright         | 27 lipca 1997        | 101B |
| 3  | The Enemy Within               | Wewnętrzny wróg           | Dennis Berry       | Brad Wright                            | 1 sierpnia 1997      | 102  |
| 4  | Emancipation                   | Emancypacja               | Jeff Woolnough     | Katharyn Powers                        | 8 sierpnia 1997      | 103  |
| 5  | The Broca Divide               | Granica                   | William Gereghty   | Jonathan Glassner                      | 15 sierpnia 1997     | 104  |
| 6  | The First Commandment          | Pierwsze przykazanie      | Dennis Berry       | Robert C. Cooper                       | 22 sierpnia 1997     | 105  |
| 7  | Cold Lazarus                   | Zimny Łazarz (Kryształy)  | Kenneth J. Girotti | Jeffery F. King                        | 29 sierpnia 1997     | 106  |
| 8  | The Nox                        | Noxowie                   | Charles Correll    | Hart Hanson                            | 12 września 1997     | 107  |
| 9  | Brief Candle                   | Krótka świeca             | Mario Azzopardi    | Steven Barnes, Katharyn Powers         | 19 września 1997     | 108  |
| 10 | Thor's Hammer                  | Młot Thora                | Brad Turner        | Katharyn Powers                        | 26 września 1997     | 19   |
| 11 | The Torment Of Tantalus        | Męki Tantala              | Jonathan Glassner  | Robert C. Cooper                       | 3 października 1997  | 110  |
| 12 | Bloodlines                     | Więzy krwi                | Mario Azzopardi    | Mark Saraceni, Jeff King               | 10 października 1997 | 111  |
| 13 | Fire and Water                 | Ogień i woda              | Martin Wood        | Brad Wright                            | 17 października 1997 | 112  |
| 14 | Hathor                         | Hathor                    | Brad Turner        | David Bennett Carren, J. Larry Carroll | 24 października 1997 | 113  |
| 15 | Singularity                    | Osobliwość                | Mario Azzopardi    | Robert C. Cooper                       | 31 października 1997 | 114  |
| 16 | Cor-Ai                         | Kor Ai                    | Mario Azzopardi    | Tom J. Astle                           | 23 stycznia 1998     | 115  |
| 17 | Enigma                         | Tajemnica                 | William Gereghty   | Katharyn Powers                        | 30 stycznia 1998     | 116  |
| 18 | Solitudes                      | Samotność                 | Martin Wood        | Brad Wright                            | 6 lutego 1998        | 117  |
| 19 | Tin Man                        | Ołowiani ludzie           | Jimmy Kaufman      | Jeff King                              | 13 lutego 1998       | 118  |
| 20 | There But For The Grace Of God | Po drugiej stronie lustra | Mario Azzopardi    | David Kemper, Robert C. Cooper         | 20 lutego 1998       | 119  |
| 21 | Politics (1)                   | Polityka (1)              | Martin Wood        | Brad Wright                            | 27 lutego 1998       | 120  |
| 22 | Within The Serpent's Grasp (2) | W uścisku węża (2)        | David Warry-Smith  | James Crocker, Jonathan Glassner       | 6 marca 1998         | 121  |

## Seria 2
| Nr      | Tytuł               | Tytuł polski                        | Reżyseria         | Scenariusz                     | Premiera (Showtime)  | Kod |
| ------- | ------------------- | ----------------------------------- | ----------------- | ------------------------------ | -------------------- | --- |
| 1 (23)  | Serpent's Lair (3)  | Legowisko węża (3)                  | Jonathan Glassner | Brad Wright                    | 26 czerwca 1998      | 201 |
| 2 (24)  | In The Line Of Duty | W poczuciu obowiązku                | Martin Wood       | Robert C. Cooper               | 3 lipca 1998         | 202 |
| 3 (25)  | Prisoners           | Uwięzieni                           | David Warry-Smith | Terry Curtis Fox               | 10 lipca 1998        | 203 |
| 4 (26)  | The Gamekeeper      | Dozorca                             | Jonathan Glassner | Jonathan Glassner, Brad Wright | 17 lipca 1998        | 204 |
| 5 (27)  | Need                | Pragnienie (Potrzeba)               | David Warry-Smith | Robert C. Cooper               | 24 lipca 1998        | 205 |
| 6 (28)  | Thor's Chariot      | Rydwan Thora                        | William Gerehty   | Katharyn Powers                | 31 lipca 1998        | 206 |
| 7 (29)  | Message In A Bottle | Wiadomość w butelce (Kapsuła czasu) | David Warry-Smith | Michael Greenburg, Jarrad Paul | 7 sierpnia 1998      | 207 |
| 8 (30)  | Family              | Rodzina                             | William Gereghty  | Katharyn Powers                | 14 sierpnia 1998     | 208 |
| 9 (31)  | Secrets             | Sekrety                             | Duane Clark       | Terry Curtis Fox               | 21 sierpnia 1998     | 209 |
| 10 (32) | Bane                | Jad                                 | David Warry-Smith | Robert C. Cooper               | 25 września 1998     | 210 |
| 11 (33) | The Tok'ra (1)      | Tok'Ra (1)                          | Brad Turner       | Jonathan Glassner              | 2 października 1998  | 211 |
| 12 (34) | The Tok'ra (2)      | Tok'Ra (2)                          | Brad Turner       | Jonathan Glassner              | 9 października 1998  | 212 |
| 13 (35) | Spirits             | Duchy                               | Martin Wood       | Tor Alexander Valenza          | 23 października 1998 | 213 |
| 14 (36) | Touchstone          | Klucz pogody                        | Brad Turner       | Sam Egan                       | 30 października 1998 | 214 |
| 15 (37) | The Fifth Race      | Piąta rasa                          | David Warry-Smith | Robert C. Cooper               | 22 stycznia 1999     | 216 |
| 16 (38) | A Matter Of Time    | Kwestia czasu                       | Martin Wood       | Misha Rashovich, Brad Wright   | 29 stycznia 1999     | 215 |
| 17 (39) | Holiday             | Wakacje                             | David Warry-Smith | Tor Alexander Valenza          | 5 lutego 1999        | 218 |
| 18 (40) | Serpent's Song      | Pieśń węża                          | Peter DeLuise     | Katharyn Power                 | 12 lutego 1999       | 217 |
| 19 (41) | One False Step      | Jeden fałszywy krok                 | Wiilliam Corcoran | Michael Kaplan, John Sanborn   | 19 lutego 1999       | 219 |
| 20 (42) | Show And Tell       | Pokaż i powiedz (Niewidoczny wróg)  | Peter DeLuise     | Jonathan Glassner              | 26 lutego 1999       | 220 |
| 21 (43) | 1969                | Rok 1969                            | Charles Correll   | Brad Wright                    | 5 marca 1999         | 221 |
| 22 (44) | Out Of Mind (1)     | Podstęp (1)                         | Martin Wood       | Jonathan Glassner, Brad Wright | 12 marca 1999        | 222 |

## Seria 3
| Nr      | Tytuł                  | Tytuł polski                                       | Reżyseria         | Scenariusz                      | Premiera (Showtime)  | Kod |
| ------- | ---------------------- | -------------------------------------------------- | ----------------- | ------------------------------- | -------------------- | --- |
| 1 (45)  | Into The Fire (2)      | Chrzest ognia (2)                                  | Martin Wood       | Brad Wright                     | 25 czerwca 1999      | 301 |
| 2 (46)  | Seth                   | Set                                                | William Corcoran  | Jonathan Glassner               | 2 lipca 1999         | 302 |
| 3 (47)  | Fair Game              | Negocjacje                                         | Martin Wood       | Robert C. Cooper                | 9 lipca 1999         | 303 |
| 4 (48)  | Legacy                 | Spuścizna                                          | Peter DeLuise     | Tor Alexander Valenza           | 16 lipca 1999        | 304 |
| 5 (49)  | Learning Curve         | Nauka                                              | Martin Wood       | Heather E. Ash                  | 23 lipca 1999        | 305 |
| 6 (50)  | Point Of View          | Punkt widzenia (Druga strona lustra)               | Peter DeLuise     | Robert C. Cooper                | 30 lipca 1999        | 306 |
| 7 (51)  | Deadman Switch         | Wymiana (Na Umrzyka Skrzyni)                       | Martin Wood       | Robert C. Cooper                | 6 sierpnia 1999      | 307 |
| 8 (52)  | Demons                 | Demony                                             | Peter DeLuise     | Carl Binder                     | 13 sierpnia 1999     | 308 |
| 9 (53)  | Rules Of Engagement    | Regulamin walki                                    | William Gereghty  | Terry Curtis Fox                | 20 sierpnia 1999     | 309 |
| 10 (54) | Forever In A Day       | Wieczność w jeden dzień (Wieczność w mgnieniu oka) | Peter DeLuise     | Jonathan Glassner               | 8 października 1999  | 310 |
| 11 (55) | Past And Present       | Przeszłość i teraźniejszość                        | Bill Gereghty     | Tor Alexander Valenza           | 15 października 1999 | 311 |
| 12 (56) | Jolinar's Memories (1) | Wspomnienia Jolinar (1)                            | Peter DeLuise     | Sonny Wareham, Daniel Stashower | 22 października 1999 | 312 |
| 13 (57) | The Devil You Know (2) | Mniejsze zło (Diabeł którego znasz) (2)            | Peter DeLuise     | Robert C. Cooper                | 29 października 1999 | 313 |
| 14 (58) | Foothold               | Przyczółek                                         | Andy Mikita       | Heather E. Ash                  | 5 listopada 1999     | 314 |
| 15 (59) | Pretense               | Pretekst                                           | David Warry-Smith | Katharyn Powers                 | 21 stycznia 2000     | 315 |
| 16 (60) | Urgo                   | Urgo                                               | Peter DeLuise     | Tor Alexander Valenza           | 28 stycznia 2000     | 316 |
| 17 (61) | A Hundred Days         | Sto dni                                            | David Warry-Smith | Brad Wright                     | 4 lutego 2000        | 317 |
| 18 (62) | Shades Of Gray         | Odcienie szarości                                  | Martin Wood       | Jonathan Glassner               | 11 lutego 2000       | 318 |
| 19 (63) | New Ground             | Niewygodna prawda                                  | Chris McMullin    | Heather E. Ash                  | 18 lutego 2000       | 319 |
| 20 (64) | Maternal Instinct      | Insynkt macierzyński                               | Peter F. Woeste   | Robert C. Cooper                | 25 lutego 2000       | 320 |
| 21 (65) | Crystal Skull          | Kryształowa czaszka                                | Brad Turner       | Brad Wright                     | 3 marca 2000         | 321 |
| 22 (66) | Nemesis (1)            | Wróg (1)                                           | Martin Wood       | Robert C. Cooper                | 10 marca 2000        | 322 |

## Seria 4
| №  | Nr | Tytuł                 | Tytuł polski        | Reżyseria         | Scenariusz                   | Premiera (Showtime) | Premiera w Polsce (HBO, AXN SciFi) | Kod |
| -- | -- | --------------------- | ------------------- | ----------------- | ---------------------------- | ------------------- | ---------------------------------- | --- |
| 67 | 1  | Small Victories (2)   | Inwazja (2)         | Martin Wood       | Robert C. Cooper             | 30 czerwca 2000     | 23 marca 2003                      | 401 |
| 68 | 2  | The Other Side        | Druga strona medalu | Peter DeLuise     | Brad Wright                  | 7 lipca 2000        | 23 marca 2003                      | 402 |
| 69 | 3  | Upgrades              | Samobójcza Misja    | Martin Wood       | David Rich                   | 14 lipca 2000       | 30 marca 2003                      | 403 |
| 70 | 4  | Crossroads            | Dawna Miłość        | Peter DeLuise     | Katharyn Powers              | 21 lipca 2000       | 30 marca 2003                      | 404 |
| 71 | 5  | Divide and Conquer    | Taktyka podstępu    | Martin Wood       | Tor Alexander Valenza        | 28 lipca 2000       | 6 kwietnia 2003                    | 405 |
| 72 | 6  | Window of Opportunity | Pętla               | Peter DeLuise     | Joseph Mallozzi, Paul Mullie | 4 sierpnia 2000     | 6 kwietnia 2003                    | 406 |
| 73 | 7  | Watergate             | Wodne wrota         | Martin Wood       | Robert C. Cooper             | 11 sierpnia 2000    | 13 kwietnia 2003                   | 407 |
| 74 | 8  | The First Ones        | Pomocna dłoń        | Peter DeLuise     | Peter DeLuise                | 18 sierpnia 2000    | 13 kwietnia 2003                   | 408 |
| 75 | 9  | Scorched Earth        | Przesiedlenie       | Martin Wood       | Joseph Mallozzi, Paul Mullie | 25 sierpnia 2000    | 20 kwietnia 2003                   | 409 |
| 76 | 10 | Beneath the Surface   | W okowach lodu      | Peter DeLuise     | Heather E. Ash               | 1 września 2000     | 20 kwietnia 2003                   | 410 |
| 77 | 11 | Point of No Return    | Człowiek – zagadka  | William Gereghty  | Joseph Mallozzi, Paul Mullie | 8 września 2000     | 27 kwietnia 2003                   | 411 |
| 78 | 12 | Tangent               | Prototyp            | Peter DeLuise     | Michael Cassutt              | 15 września 2000    | 27 kwietnia 2003                   | 412 |
| 79 | 13 | The Curse             | Puszka Pandory      | Andy Mikita       | Joseph Mallozzi, Paul Mullie | 22 września 2000    | 4 maja 2003                        | 413 |
| 80 | 14 | The Serpent's Venom   | Porwanie            | Martin Wood       | Peter DeLuise                | 29 września 2000    | 4 maja 2003                        | 414 |
| 81 | 15 | Chain Reaction        | Reakcja łańcuchowa  | Martin Wood       | Joseph Mallozzi, Paul Mullie | 5 stycznia 2001     | 11 maja 2003                       | 415 |
| 82 | 16 | 2010                  | Rok 2010            | Andy Mikita       | Brad Wright                  | 12 stycznia 2001    | 11 maja 2003                       | 416 |
| 83 | 17 | Absolute Power        | Władza absolutna    | Peter DeLuise     | Robert C. Cooper             | 19 stycznia 2001    | 18 maja 2003                       | 417 |
| 84 | 18 | The Light             | Światło             | Peter F. Woeste   | James Philips                | 26 stycznia 2001    | 18 maja 2003                       | 418 |
| 85 | 19 | Prodigy               | Czeladnik           | Peter DeLuise     | Joseph Mallozzi, Paul Mullie | 2 lutego 2001       | 25 maja 2003                       | 419 |
| 86 | 20 | Entity                | Obca osobowość      | Allan Lee         | Peter DeLuise                | 6 lutego 2001       | 25 maja 2003                       | 420 |
| 87 | 21 | Double Jeopardy       | Zemsta Kronosa      | Michael Shanks    | Robert C. Cooper             | 16 lutego 2001      | 1 czerwca 2003                     | 421 |
| 88 | 22 | Exodus (1)            | Eksodus (1)         | David Warry-Smith | Joseph Mallozzi, Paul Mullie | 23 lutego 2001      | 1 czerwca 2003                     | 422 |

## Seria 5
| №   | Nr | Tytuł              | Tytuł polski              | Reżyseria        | Scenariusz                                | Premiera (Showtime) | Kod |
| --- | -- | ------------------ | ------------------------- | ---------------- | ----------------------------------------- | ------------------- | --- |
| 89  | 1  | Enemies (2)        | Trudny przeciwnik (2)     | Martin Wood      | Joseph Mallozzi, Paul Mullie              | 29 czerwca 2001     | 501 |
| 90  | 2  | Threshold (3)      | Granica wytrzymałości (3) | Peter DeLuise    | Brad Wright                               | 6 lipca 2001        | 502 |
| 91  | 3  | Ascension          | Przybysz                  | Martin Wood      | Robert C. Cooper                          | 13 lipca 2001       | 503 |
| 92  | 4  | The Fifth Man      | Piąte koło                | Peter DeLuise    | Joseph Mallozzi, Paul Mullie              | 20 lipca 2001       | 504 |
| 93  | 5  | Red Sky            | Czerwone niebo            | Martin Wood      | Ron Wilkerson                             | 27 lipca 2001       | 505 |
| 94  | 6  | Rite of Passage    | Rytuał                    | Peter DeLuise    | Heather E. Ash                            | 3 sierpnia 2001     | 506 |
| 95  | 7  | Beast Of Burden    | Bestia                    | Martin Wood      | Peter DeLuise                             | 10 sierpnia 2001    | 507 |
| 96  | 8  | The Tomb           | Grobowiec                 | Peter DeLuise    | Joseph Mallozzi, Paul Mullie              | 17 sierpnia 2001    | 508 |
| 97  | 9  | Between Two Fires  | Między młotem a kowadłem  | William Gereghty | Ron Wilkerson                             | 24 sierpnia 2001    | 509 |
| 98  | 10 | 2001               | Rok 2001                  | Peter DeLuise    | Brad Wright                               | 31 sierpnia 2001    | 510 |
| 99  | 11 | Desperate Measures | Porwanie                  | William Gereghty | Joseph Mallozzi, Paul Mullie              | 7 września 2001     | 511 |
| 100 | 12 | Wormhole X-Treme!  | Film                      | Peter DeLuise    | Brad Wright, Joseph Mallozzi, Paul Mullie | 8 września 2001     | 512 |
| 101 | 13 | Proving Ground     | Poligon                   | Andy Mikita      | Ron Wilkerson                             | 8 marca 2002        | 513 |
| 102 | 14 | 48 Hours           | 48 godzin                 | Peter F. Woeste  | Robert C. Cooper                          | 15 marca 2002       | 514 |
| 103 | 15 | Summit (1)         | Szczyt (1)                | Martin Wood      | Joseph Mallozzi, Paul Mullie              | 22 marca 2002       | 515 |
| 104 | 16 | Last Stand (2)     | Ostatnia rubież (2)       | Martin Wood      | Robert C. Cooper                          | 29 marca 2002       | 516 |
| 105 | 17 | Fail Safe          | Punkt bez powrotu         | Andy Mikita      | Joseph Mallozzi, Paul Mullie              | 5 kwietnia 2002     | 517 |
| 106 | 18 | The Warrior        | Wojownik                  | Peter DeLuise    | Peter DeLuise                             | 12 kwietnia 2002    | 518 |
| 107 | 19 | Menace             | Groźba                    | Martin Wood      | Peter DeLuise                             | 26 kwietnia 2002    | 519 |
| 108 | 20 | The Sentinel       | Strażnik                  | Peter DeLuise    | Ron Wilkerson                             | 3 maja 2002         | 520 |
| 109 | 21 | Meridian           | Zenit                     | William Waring   | Robert C. Cooper                          | 10 maja 2002        | 521 |
| 110 | 22 | Revelations        | Rewelacje                 | Martin Wood      | Joseph Mallozzi, Paul Mullie              | 17 maja 2002        | 522 |

## Seria 6
| Nr       | Tytuł                   | Tytuł polski              | Reżyseria        | Scenariusz                        | Premiera                | Kod |
| -------- | ----------------------- | ------------------------- | ---------------- | --------------------------------- | ----------------------- | --- |
| 1 (111)  | Redemption (1)          | Odkupienie (1)            | Martin Wood      | Robert C. Cooper                  | 7 czerwca 2002 (Syfy)   | 601 |
| 2 (112)  | Redemption (2)          | Odkupienie (2)            | Martin Wood      | Robert C. Cooper                  | 14 czerwca 2002 (Syfy)  | 602 |
| 3 (113)  | Descent                 | Upadek                    | Peter DeLuise    | Joseph Mallozzi, Paul Mullie      | 21 czerwca 2002 (Syfy)  | 603 |
| 4 (114)  | Frozen                  | Znalezisko                | Martin Wood      | Robert C. Cooper                  | 28 czerwca 2002 (Syfy)  | 606 |
| 5 (115)  | Nightwalkers            | Nocne widma               | Peter DeLuise    | Joseph Mallozzi, Paul Mullie      | 12 lipca 2002 (Syfy)    | 605 |
| 6 (116)  | Abyss                   | Otchłań                   | Martin Wood      | Brad Wright                       | 19 lipca 2002 (Syfy)    | 604 |
| 7 (117)  | Shadow Play             | Negocjacje                | Peter DeLuise    | Joseph Mallozzi, Paul Mullie      | 26 lipca 2002 (Syfy)    | 607 |
| 8 (118)  | The Other Guys          | Odsiecz                   | Martin Wood      | Damian Kindler                    | 2 sierpnia 2002 (Syfy)  | 608 |
| 9 (119)  | Allegiance              | Lojalność                 | Peter DeLuise    | Peter DeLuise                     | 9 sierpnia 2002 (Syfy)  | 609 |
| 10 (120) | Cure                    | Lekarstwo                 | Andy Mikita      | Dany Kindler                      | 16 sierpnia 2002 (Syfy) | 610 |
| 11 (121) | Prometheus (1)          | Prometeusz (1)            | Peter F. Woeste  | Joseph Mallozzi, Paul Mullie      | 23 sierpnia 2002 (Syfy) | 611 |
| 12 (122) | Unnatural Selection (2) | Nienaturalna Selekcja (2) | Andy Mikita      | Brad Wright                       | 10 stycznia 2003 (Syfy) | 612 |
| 13 (123) | Sight Unseen            | Oko Wyobraźni             | Peter F. Woeste  | Damian Kindler                    | 17 stycznia 2003 (Syfy) | 613 |
| 14 (124) | Smoke and Mirrors       | Mylne Pozory              | Peter DeLuise    | Joseph Mallozzi, Paul Mullie      | 24 stycznia 2003 (Syfy) | 614 |
| 15 (125) | Paradise Lost           | Raj Utracony              | William Gereghty | Robert C. Cooper                  | 31 stycznia 2003 (Syfy) | 615 |
| 16 (126) | Metamorphosis           | Metamorfoza               | Peter DeLuise    | Jacqueline Samuda, James Tichenor | 7 lutego 2003 (Syfy)    | 616 |
| 17 (127) | Disclosure              | Cała Prawda               | William Gereghty | Joseph Mallozzi, Paul Mullie      | 14 lutego 2003 (Syfy)   | 617 |
| 18 (128) | Forsaken                | Straceńcy                 | Andy Mikita      | Damian Kindler                    | 21 lutego 2003 (Syfy)   | 618 |
| 19 (129) | The Changeling          | Zmienny Świat             | Martin Wood      | Christopher Judge                 | 28 lutego 2003 (Syfy)   | 619 |
| 20 (130) | Memento                 | Pamięć                    | Peter DeLuise    | Damian Kindler                    | 7 marca 2003 (Syfy)     | 620 |
| 21 (131) | Prophecy                | Przepowiednia             | William Waring   | Joseph Mallozzi, Paul Mullie      | 14 marca 2003 (Syfy)    | 621 |
| 22 (132) | Full Circle             | Początek i Koniec         | Martin Wood      | Robert C. Cooper                  | 21 marca 2003 (Syfy)    | 622 |

## Seria 7
| Nr       | Tytuł           | Tytuł polski         | Reżyseria       | Scenariusz                    | Premiera                | Kod |
| -------- | --------------- | -------------------- | --------------- | ----------------------------- | ----------------------- | --- |
| 1 (133)  | Fallen (1)      | Wygnanie (1)         | Martin Wood     | Robert C. Cooper              | 13 czerwca 2003 (Syfy)  | 701 |
| 2 (134)  | Homecoming (2)  | Powrót do domu (2)   | Martin Wood     | Joseph Mallozzi, Paul Mullie  | 13 czerwca 2003 (Syfy)  | 702 |
| 3 (135)  | Fragile Balance | Chwiejna Równowaga   | Peter DeLuise   | Damian Kindler                | 20 czerwca 2003 (Syfy)  | 703 |
| 4 (136)  | Orpheus         | Lekcja Życia         | Peter DeLuise   | Peter DeLuise                 | 27 czerwca 2003 (Syfy)  | 704 |
| 5 (137)  | Revisions       | Stała Korekta        | Martin Wood     | Joseph Mallozzi, Paul Mullie  | 11 lipca 2003 (Syfy)    | 705 |
| 6 (138)  | Lifeboat        | Kapsuła ratunkowa    | Peter DeLuise   | Brad Wright                   | 18 lipca 2003 (Syfy)    | 706 |
| 7 (139)  | Enemy Mine      | Ukryty Wróg          | Peter DeLuise   | Peter DeLuise                 | 25 lipca 2003 (Syfy)    | 707 |
| 8 (140)  | Space Race      | Wyścig               | Andy Mikita     | Dany Kindler                  | 1 sierpnia 2003 (Syfy)  | 708 |
| 9 (141)  | Avenger 2.0     | Mściciel 2.0         | Martin Wood     | Joseph Mallozzi, Paul Mullie  | 8 sierpnia 2003 (Syfy)  | 709 |
| 10 (142) | Birthright      | Słabsza płeć         | Peter F. Woeste | Christopher Judge             | 15 sierpnia 2003 (Syfy) | 710 |
| 11 (143) | Evolution (1)   | Ewolucja (1)         | Peter DeLuise   | Damian Kindler                | 22 sierpnia 2003 (Syfy) | 711 |
| 12 (144) | Evolution (2)   | Ewolucja (2)         | Peter DeLuise   | Peter DeLuise                 | 9 stycznia 2004 (Syfy)  | 712 |
| 13 (145) | Grace           | Grace (Grejs)        | Peter F. Woeste | Damian Kindler                | 16 stycznia 2004 (Syfy) | 713 |
| 14 (146) | Fallout         | Kataklizm            | Martin Wood     | Joseph Mallozzi, Paul Mullie  | 23 stycznia 2004 (Syfy) | 714 |
| 15 (147) | Chimera         | Chimera              | William Waring  | Damian Kindler                | 30 stycznia 2004 (Syfy) | 715 |
| 16 (148) | Death Knell     | Polowanie            | Peter DeLuise   | Peter DeLuise                 | 6 lutego 2004 (Syfy)    | 716 |
| 17 (149) | Heroes (1)      | Bohaterowie (1)      | Andy Mikita     | Robert C. Cooper              | 13 lutego 2004 (Syfy)   | 717 |
| 18 (150) | Heroes (2)      | Bohaterowie (2)      | Andy Mikita     | Robert C. Cooper              | 20 lutego 2004 (Syfy)   | 718 |
| 19 (151) | Resurrection    | Wskrzeszenie         | Amanda Tapping  | Michael Shanks                | 27 lutego 2004 (Syfy)   | 719 |
| 20 (152) | Inauguration    | Inauguracja          | Peter F. Woeste | Joseph Mallozzi, Paul Mullie  | 5 marca 2004 (Syfy)     | 720 |
| 21 (153) | Lost City (1)   | Zaginione miasto (1) | Martin Wood     | Brad Wright, Robert C. Cooper | 12 marca 2004 (Syfy)    | 721 |
| 22 (154) | Lost City (2)   | Zaginione miasto (2) | Martin Wood     | Brad Wright, Robert C. Cooper | 19 marca 2004 (Syfy)    | 722 |

## Seria 8
| Nr       | Tytuł                | Tytuł polski                | Reżyseria        | Scenariusz                      | Premiera                | Premiera w Polsce                 | Kod |
| -------- | -------------------- | --------------------------- | ---------------- | ------------------------------- | ----------------------- | --------------------------------- | --- |
| 1 (155)  | New Order (1)        | Nowy porządek świata (1)    | Andy Mikita      | Joseph Mallozzi, Paul Mullie    | 9 lipca 2004 (Syfy)     | 19 kwietnia 2006 (HBO, AXN SciFi) | 801 |
| 2 (156)  | New Order (2)        | Nowy porządek świata (2)    | Andy Mikita      | Robert C. Cooper                | 9 lipca 2004 (Syfy)     | 19 kwietnia 2006 (HBO, AXN SciFi) | 802 |
| 3 (157)  | Lockdown             | Kwarantanna                 | William Waring   | Joseph Mallozzi, Paul Mullie    | 23 lipca 2004 (Syfy)    | 22 kwietnia 2006 (HBO, AXN SciFi) | 803 |
| 4 (158)  | Zero Hour            | Godzina zero                | Peter Woeste     | Robert C. Cooper                | 30 lipca 2004 (Syfy)    | 22 kwietnia 2006 (HBO, AXN SciFi) | 804 |
| 5 (159)  | Icon                 | Ikona                       | Peter F. Woeste  | Damian Kindler                  | 6 sierpnia 2004 (Syfy)  | 26 kwietnia 2006 (HBO, AXN SciFi) | 805 |
| 6 (160)  | Avatar               | Wirtualne zagrożenie        | Martin Wood      | Damian Kindler                  | 13 sierpnia 2004 (Syfy) | 26 kwietnia 2006 (HBO, AXN SciFi) | 806 |
| 7 (161)  | Affinity             | Uczucie                     | Peter DeLuise    | Peter DeLuise                   | 20 sierpnia 2004 (Syfy) | 29 kwietnia 2006 (HBO, AXN SciFi) | 807 |
| 8 (162)  | Covenant             | Porozumienie                | Martin Wood      | Ron Wilkerson, Robert C. Cooper | 27 sierpnia 2004 (Syfy) | 29 kwietnia 2006 (HBO, AXN SciFi) | 808 |
| 9 (163)  | Sacrifices           | Poświęcenie                 | Andy Mikita      | Christopher Judge               | 10 września 2004 (Syfy) | 3 maja 2006 (HBO, AXN SciFi)      | 809 |
| 10 (164) | Endgame              | Rozgrywka                   | Peter DeLuise    | Joseph Mallozzi, Paul Mullie    | 17 września 2004 (Syfy) | 3 maja 2006 (HBO, AXN SciFi)      | 810 |
| 11 (165) | Gemini               | Bliźniaczka                 | William Waring   | Peter DeLuise                   | 21 stycznia 2005 (Syfy) | 6 maja 2006 (HBO, AXN SciFi)      | 811 |
| 12 (166) | Prometheus Unbound   | Lot Prometeusza             | Andy Mikita      | Damian Kindler                  | 28 stycznia 2005 (Syfy) | 6 maja 2006 (HBO, AXN SciFi)      | 812 |
| 13 (167) | It's Good To Be King | Uzurpator                   | William Gereghty | Joseph Mallozzi, Paul Mullie    | 4 lutego 2005 (Syfy)    | 10 maja 2006 (HBO, AXN SciFi)     | 813 |
| 14 (168) | Full Alert           | Najwyższy stopień gotowości | Andy Mikita      | Joseph Mallozzi, Paul Mullie    | 11 lutego 2005 (Syfy)   | 10 maja 2006 (HBO, AXN SciFi)     | 814 |
| 15 (169) | Citizen Joe          | Obywatel Joe                | Andy Mikita      | Damian Kindler                  | 18 lutego 2005 (Syfy)   | 13 maja 2006 (HBO, AXN SciFi)     | 815 |
| 16 (170) | Reckoning (1)        | Dzień Sądu (1)              | Peter DeLuise    | Damian Kindler                  | 25 lutego 2005 (Syfy)   | 13 maja 2006 (HBO, AXN SciFi)     | 816 |
| 17 (171) | Reckoning (2)        | Dzień Sądu (2)              | Peter DeLuise    | Damian Kindler                  | 4 marca 2005 (Syfy)     | 17 maja 2006 (HBO, AXN SciFi)     | 817 |
| 18 (172) | Threads              | Nici Losu (Wyższy poziom)   | Andy Mikita      | Robert C. Cooper                | 11 marca 2005 (Syfy)    | 17 maja 2006 (HBO, AXN SciFi)     | 818 |
| 19 (173) | Moebius (1)          | Pętla czasu (1)             | Peter DeLuise    | Joseph Mallozzi, Paul Mullie    | 18 marca 2005 (Syfy)    | 20 maja 2006 (HBO, AXN SciFi)     | 819 |
| 20 (174) | Moebius (2)          | Pętla czasu (2)             | Peter DeLuise    | Robert C. Cooper                | 25 marca 2005 (Syfy)    | 20 maja 2006 (HBO, AXN SciFi)     | 820 |

## Seria 9
| Nr       | Tytuł                        | Tytuł polski          | Reżyseria        | Scenariusz                   | Premiera (Syfy)  | Premiera w Polsce (HBO, AXN SciFi) | Kod |
| -------- | ---------------------------- | --------------------- | ---------------- | ---------------------------- | ---------------- | ---------------------------------- | --- |
| 1 (175)  | Avalon (1)                   | Avalon (1)            | Andy Mikita      | Robert C. Cooper             | 15 lipca 2005    | 7 stycznia 2007                    | 901 |
| 2 (176)  | Avalon (2)                   | Avalon (2)            | Andy Mikita      | Robert C. Cooper             | 22 lipca 2005    | 7 stycznia 2007                    | 902 |
| 3 (177)  | Origin (3)                   | Pochodzenie (3)       | Brad Turner      | Robert C. Cooper             | 29 lipca 2005    | 14 stycznia 2007                   | 903 |
| 4 (178)  | The Ties That Bind           | Powiązania            | William Waring   | Joseph Mallozzi, Paul Mullie | 5 sierpnia 2005  | 14 stycznia 2007                   | 904 |
| 5 (179)  | The Powers That Be           | Władza                | William Waring   | Martin Gero                  | 12 sierpnia 2005 | 21 stycznia 2007                   | 905 |
| 6 (180)  | Beachhead                    | Przyczółek            | Brad Turner      | Brad Wright                  | 19 sierpnia 2005 | 21 stycznia 2007                   | 906 |
| 7 (181)  | Ex Deus Machina              | Bóg z Maszyny         | Martin Wood      | Joseph Mallozzi, Paul Mullie | 26 sierpnia 2005 | 28 stycznia 2007                   | 907 |
| 8 (182)  | Babylon                      | Babilon               | Peter DeLuise    | Damian Kindler               | 9 września 2005  | 28 stycznia 2007                   | 908 |
| 9 (183)  | Prototype                    | Prototyp              | Will Waring      | Alan McCullough              | 16 września 2005 | 4 lutego 2007                      | 909 |
| 10 (184) | The Fourth Horseman (1)      | Czwarty Jeździec (1)  | Andy Mikita      | Damian Kindler               | 16 września 2005 | 4 lutego 2007                      | 910 |
| 11 (185) | The Fourth Horseman Part (2) | Czwarty Jeździec (2)  | Andy Mikita      | Joseph Mallozzi, Paul Mullie | 6 stycznia 2006  | 11 lutego 2007                     | 911 |
| 12 (186) | Collateral Damage            | Uszkodzenia pośrednie | William Waring   | Joseph Mallozzi, Paul Mullie | 13 stycznia 2006 | 11 lutego 2007                     | 912 |
| 13 (187) | Ripple Effect                | Efekt fali            | Peter DeLuise    | Joseph Mallozzi, Paul Mullie | 20 stycznia 2006 | 18 lutego 2007                     | 913 |
| 14 (188) | Stronghold                   | Twierdza              | Peter DeLuise    | Alan McCullough              | 27 stycznia 2006 | 18 lutego 2007                     | 914 |
| 15 (189) | Ethon                        | Układ                 | Ken Girotti      | Damian Kindler               | 3 lutego 2006    | 23 lutego 2007                     | 915 |
| 16 (190) | Off The Grid                 | Metoda                | Peter DeLuise    | Alan McCullough              | 10 lutego 2006   | 23 lutego 2007                     | 916 |
| 17 (191) | The Scourge                  | Zmora                 | Ken Girotti      | Joseph Mallozzi, Paul Mullie | 17 lutego 2006   | 4 marca 2007                       | 917 |
| 18 (192) | Arthur's Mantle              | Płaszcz Artura        | Peter DeLuise    | Alan McCullough              | 24 lutego 2006   | 4 marca 2007                       | 918 |
| 19 (193) | Crusade                      | Krucjata              | Robert C. Cooper | Robert C. Cooper             | 3 marca 2006     | 11 marca 2007                      | 919 |
| 20 (194) | Camelot                      | Camelot               | Martin Wood      | Joseph Mallozzi, Paul Mullie | 10 marca 2006    | 11 marca 2007                      | 920 |

## Seria 10
| Nr       | Tytuł               | Tytuł polski             | Reżyseria        | Scenariusz                    | Premiera (Syfy)  | Premiera w Polsce (HBO, AXN SciFi) | Kod  |
| -------- | ------------------- | ------------------------ | ---------------- | ----------------------------- | ---------------- | ---------------------------------- | ---- |
| 1 (195)  | Flesh And Blood     | Ciało i krew             | William Waring   | Robert C. Cooper              | 14 lipca 2006    | 5 stycznia 2008                    | 1001 |
| 2 (196)  | Morpheus            | Morfeusz                 | Andy Mikita      | Joseph Mallozzi, Paul Mullie  | 21 lipca 2006    | 12 stycznia 2008                   | 1002 |
| 3 (197)  | The Pegasus Project | Projekt Pegaz            | William Waring   | Brad Wright                   | 28 lipca 2006    | 19 stycznia 2008                   | 1003 |
| 4 (198)  | Insiders            | Wtajemniczenie           | Peter F. Woeste  | Alan McCullough               | 4 sierpnia 2006  | 26 stycznia 2008                   | 1004 |
| 5 (199)  | Uninvited           | Nieproszeni goście       | William Waring   | Damian Kindler                | 11 sierpnia 2006 | 2 lutego 2008                      | 1005 |
| 6 (200)  | 200                 | 200                      | Robert C. Cooper | Robert C. Cooper              | 18 sierpnia 2006 | 9 lutego 2008                      | 1006 |
| 7 (201)  | Counterstrike       | Kontratak                | Andy Mikita      | Joseph Mallozzi, Paul Mullie  | 25 sierpnia 2006 | 16 lutego 2008                     | 1007 |
| 8 (202)  | Memento Mori        | Memento mori             | Peter DeLuise    | Joseph Mallozzi, Paul Mullie  | 8 września 2006  | 23 lutego 2008                     | 1008 |
| 9 (203)  | Company Of Thieves  | W towarzystwie złodziei  | William Waring   | Alan McCullough               | 15 września 2006 | 1 marca 2008                       | 1009 |
| 10 (204) | The Quest (1)       | Poszukiwania (1)         | Andy Mikita      | Joseph Mallozzi, Paul Mullie  | 22 września 2006 | 8 marca 2008                       | 1010 |
| 11 (205) | The Quest (2)       | Poszukiwania (2)         | Andy Mikita      | Joseph Mallozzi, Paul Mullie  | 13 kwietnia 2006 | 15 marca 2008                      | 1011 |
| 12 (206) | Line In The Sand    | Znak na piasku           | Peter DeLuise    | Alan McCullough               | 20 kwietnia 2006 | 22 marca 2008                      | 1014 |
| 13 (207) | The Road Not Taken  | Inna droga               | Andy Mikita      | Alan McCullough               | 27 kwietnia 2006 | 29 marca 2008                      | 1015 |
| 14 (208) | The Shroud          | Całun                    | Robert C. Cooper | Robert C. Cooper, Brad Wright | 4 maja 2006      | 5 kwietnia 2008                    | 1013 |
| 15 (209) | Bounty              | Nagroda                  | Peter DeLuise    | Damian Kindler                | 11 maja 2006     | 12 kwietnia 2008                   | 1012 |
| 16 (210) | Bad Guys            | Wrogowie                 | Peter DeLuise    | Martin Gero                   | 18 maja 2006     | 19 kwietnia 2008                   | 1016 |
| 17 (211) | Talion              | Talion                   | Andy Mikita      | Damian Kindler                | 1 czerwca 2006   | 26 kwietnia 2008                   | 1017 |
| 18 (212) | Family Ties         | Więzy rodzinne           | Peter DeLuise    | Joseph Mallozzi, Paul Mullie  | 8 czerwca 2006   | 3 maja 2008                        | 1018 |
| 19 (213) | Dominion            | Władza                   | William Waring   | Alan McCullough               | 15 czerwca 2006  | 10 maja 2008                       | 1019 |
| 20 (214) | Unending            | Niekończąca się opowieść | Robert C. Cooper | Robert C. Cooper              | 22 czerwca 2006  | 17 maja 2008                       | 1020 |